# Koszmosz–364
Koszmosz–364 (oroszul: Космос 364) Koszmosz műhold, a szovjet műszeres műhold-sorozat tagja. Manőverezésre képes Zenyit-4M felderítő műhold.

## Küldetés
A Zenyit–2M (11F691) továbbfejlesztett, nagyobb felbontású fényképezőgéppel ellátott, harmadik generációs műhold, katonai és állami célokat szolgált.

## Jellemzői
Az OKB–1 tervezőirodában fejlesztették ki, sorozatgyártásuk Kujbisevben folyt. Üzemeltette a Honvédelmi Minisztérium (oroszul: Министерство обороны – МО).
Megnevezései: Koszmosz–364; COSPAR: 1970-075A. Kódszáma: 4553.
1970. szeptember 22-én Pleszeck űrrepülőtérről  az LC–13 (LC–Launch Complex) jelű indítóállványról egy Voszhod hordozórakétával (11А57) juttatták alacsony Föld körüli pályára (LEO = Low-Earth Orbit). Az orbitális egység alappályája 89,4 perces, 65,4 fokos hajlásszögű, elliptikus pálya perigeuma 199 kilométer, apogeuma 299 kilométer volt.
Tömege 6300 kilogramm. A sorozat felépítését, szerkezetét, alapvető fedélzeti rendszereit tekintve egységesített, szabványosított űreszköz. Áramforrása kémiai akkumulátorok, szolgálati élettartama 24 nap.
1970. október 2-án, 9 nap szolgálati idő után, földi parancsra belépett a légkörbe és hagyományos – ejtőernyős leereszkedés – módon visszatért a Földre.